# Wujiang, Anhui
Wujiang (kinesiska: 乌江) är en köping i östra Kina. Den ligger i He härad i staden Ma'anshan i provinsen Anhui,  omkring 110 kilometer öster om provinshuvudstaden Hefei. Antalet invånare är 55 084. Befolkningen består av 26 910 kvinnor och 28 174 män. Barn under 15 år utgör 13,0 %, vuxna 15-64 år 72 %, och äldre över 65 år 14,0 %.